# Здичавіла рослина

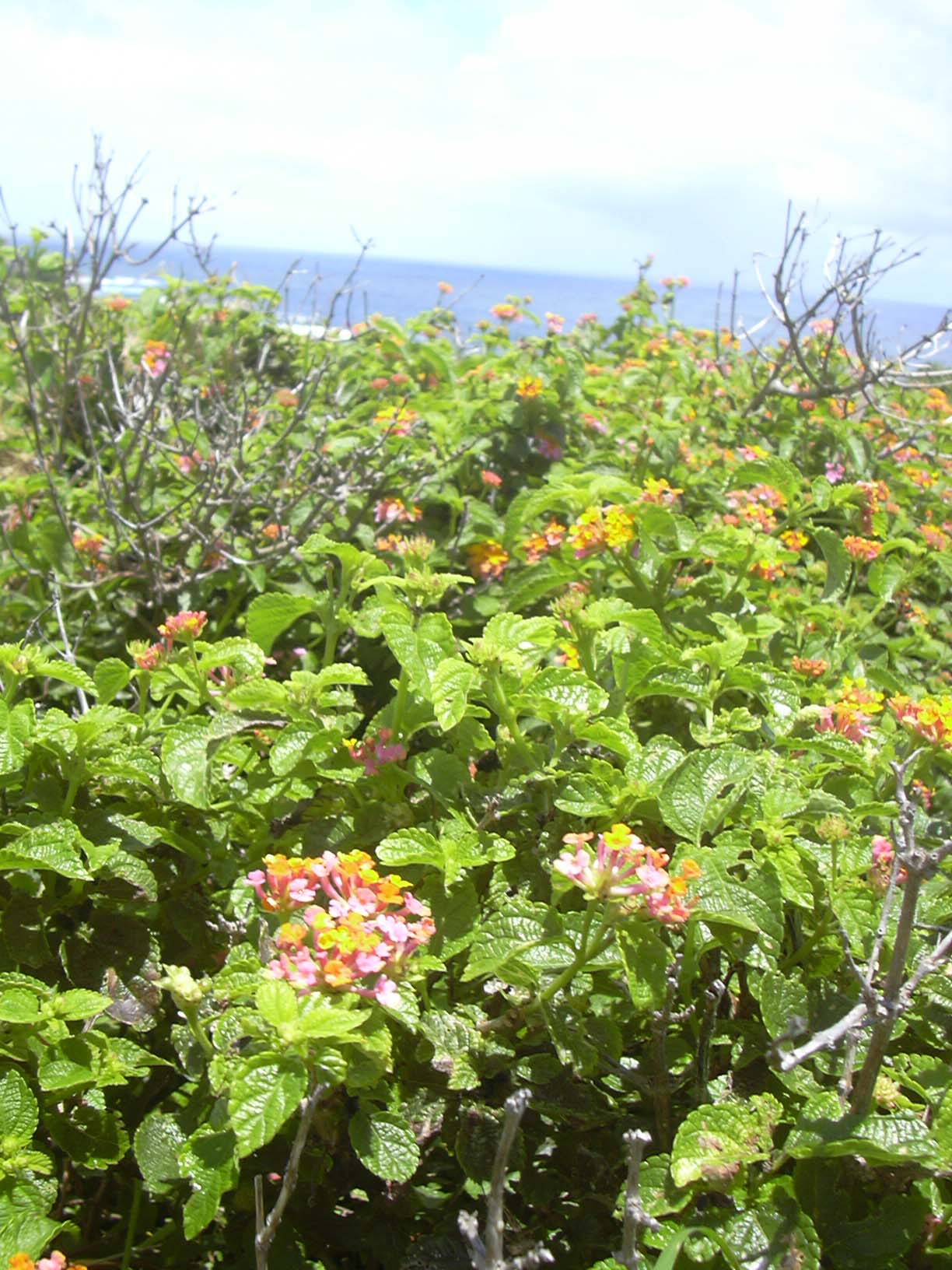
Здичавіла Lantana camara

Здича́вілі росли́ни (англ. escaped plants) — культурні рослини, здебільшого декоративні рослини, які не є автохтонними у певній місцевості та розселилися за межами агроценозів й розмножуються в тій місцевості навмисно чи ненавмисно. Здичавілі рослини є цілеспрямовано інтродукованими рослинами, які натуралізувалися в дикій природі та можуть стати інвазивними і розселення яких може бути проблематичним.
Деякі рослини цінуються як декоративні, оскільки вони дуже адаптивні та прості у вирощуванні, а тому дичавіють та стають бур’янами у різних екосистемах, що має далекосяжні екологічні та економічні наслідки. Вони також можуть стати інвазивними, особливо в чутливих або нестабільних екосистемах. Іноді їхнє поширення можна навіть простежити до ботанічних садів. Крім того, здичавілі рослини є предметом дослідження інвазивної біології. Деякі рослини здичавіли так давно, що зараз вони вважаються придорожніми рослинами або польовими квітами.